# Geely MK
Der Geely MK ist eine ab 2007 produzierte Kompakt-Limousine des chinesischen Automobilherstellers Geely der Marke Geely.
Das Modell wird auch – zumeist als einziges Geely-Modell – in diversen internationalen Märkten angeboten, so etwa in China, Neuseeland, Südafrika, Chile, Uruguay, Venezuela und Syrien. In einigen Ländern war dabei nur die Stufenheck-Version erhältlich. Im April 2016 stoppte Geely den Import nach Russland.

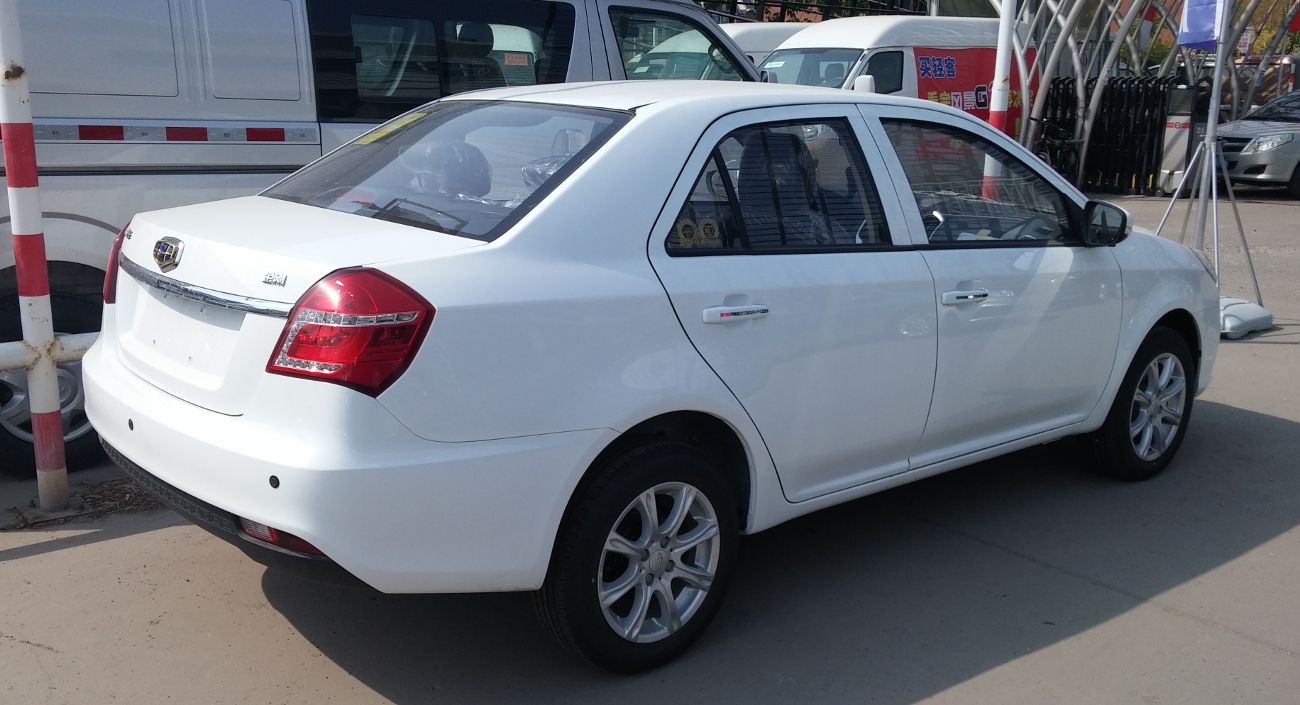
Heckansicht
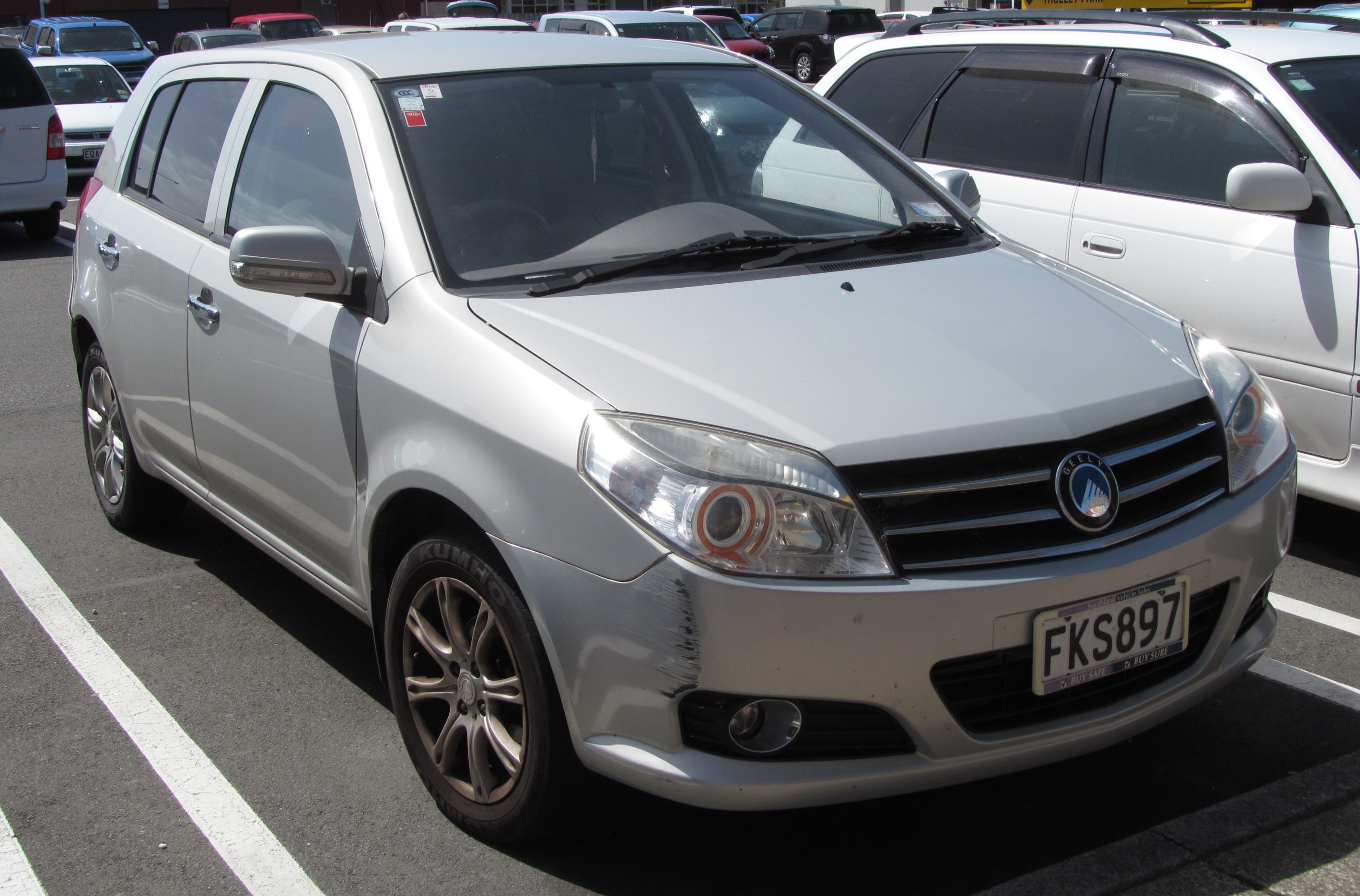
Geely MK Schrägheck
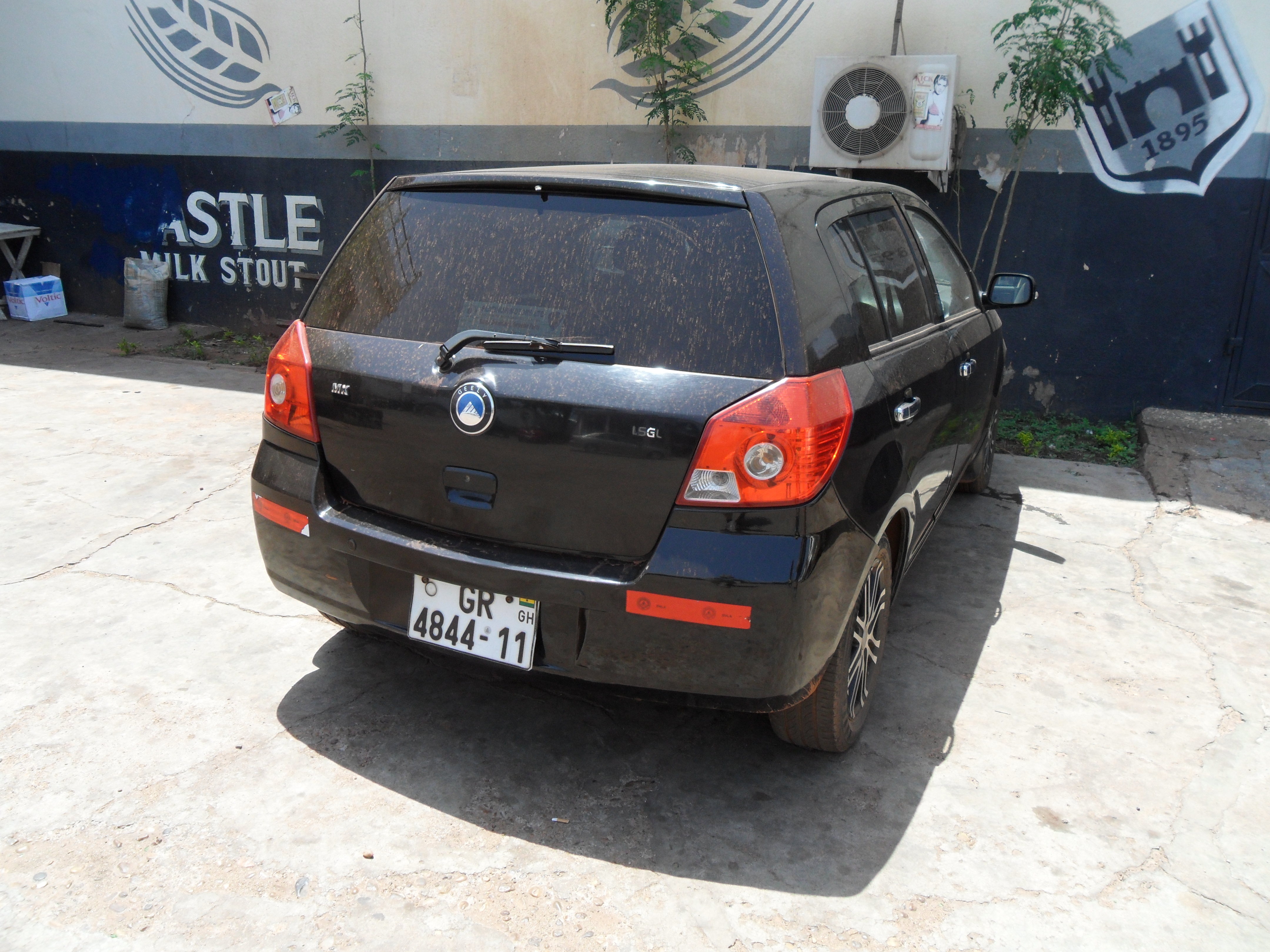
Heckansicht

## Technische Daten
Der Wagen ist in allen Märkten mit einem  1,5-Liter-Ottomotor ausgestattet. Er kostet etwa so viel wie der ähnlich große Dacia Logan. Der Verbrauch – in China bei einer konstanten Geschwindigkeit von 90 km/h gemessen, wird mit 4,6 l/100 km angegeben.
|                                             | 1.5                                |                          |
| Bauzeitraum                                 | 2007–2016                          | 2016–2019                |
| Motorkenndaten                              |                                    |                          |
| Motortyp                                    | R4-Ottomotor                       | R4-Ottomotor             |
| Hubraum                                     | 1498 cm³                           | 1498 cm³                 |
| max. Leistung bei min−1                     | 69 kW (94 PS) / 6000               | 75 kW (102 PS) / 6000    |
| max. Drehmoment bei min−1                   | 128 Nm / 5200                      | 141 Nm / 4000            |
| Kraftübertragung                            |                                    |                          |
| Antrieb                                     | Vorderradantrieb                   | Vorderradantrieb         |
| Getriebe, serienmäßig                       | 5-Gang-Schaltgetriebe              | 5-Gang-Schaltgetriebe    |
| Getriebe, serienmäßig                       | —                                  | 4-Gang-Automatikgetriebe |
| Messwerte                                   |                                    |                          |
| Höchstgeschwindigkeit                       | 162 km/h (Limousine: 160–165 km/h) | 165 km/h                 |
| Beschleunigung, 0–100 km/h                  | 17,9 s (Limousine: 16,0 s)         | k. A.                    |
| Leergewicht                                 | 1060 kg (Limousine: 1090–1103 kg)  | 1103 kg                  |
| Kraftstoffverbrauch auf 100 km (kombiniert) | 6,0–6,5 l Super                    | 5,6–6,1 l Super          |
| Tankinhalt                                  | 45 l                               | 45 l                     |